# Chilodus zunevei
Chilodus zunevei är en fiskart som beskrevs av Puyo, 1946. Chilodus zunevei ingår i släktet Chilodus och familjen Chilodontidae. Inga underarter finns listade i Catalogue of Life.